# Empidideicus hungaricus
Empidideicus hungaricus is een vliegensoort uit de familie van de Mythicomyiidae. De wetenschappelijke naam van de soort is voor het eerst geldig gepubliceerd in 1911 door Thalhammar.